# Klaus Heide
Klaus Heide (* 7. Oktober 1938; † 26. September 2023 in Jena) war ein deutscher Mineraloge.

## Leben und Werdegang
Heide wuchs in Jena auf, studierte Mineralogie an der örtlichen Universität und beendete seine erste akademische Ausbildung mit der Abschlussarbeit „Die Differential-Thermoanalyse und ihre Anwendung bei der Untersuchung von Salzmineralien“. Er erwarb 1964 den akademischen Grad Doktor und veröffentlichte fünf Jahre später seine Habilitationsschrift „Struktur- und thermodynamische Untersuchungen an Lösungs-Kristall-Systemen“. Aufgrund einer Änderung im akademischen System der Deutschen Demokratischen Republik wechselte er zwischenzeitlich vom Mineralogischen Institut der Universität Jena an das Institut für Glaschemie des Otto-Schott-Instituts Jena, wo er ab 1971 bis 1992 arbeitete.
Als nach der Wende und friedlichen Revolution in der DDR und der anschließenden deutschen Wiedervereinigung 1992 die Gründung des neuen Instituts für Geowissenschaften der Universität Jena folgte, baute Heide einen neuen Studiengang für Geowissenschaften als Gründungsdirektor und Professor für Allgemeine und Angewandte Mineralogie auf. Diese Professur hielt er bis zu seiner Pensionierung im Jahr 2004. Neben mineralogischen Themen bildeten speziell während seiner Zeit am Institut für Glaschemie des Otto-Schott-Instituts Jena Untersuchungen an technischen und natürlichen Gläsern einen zweiten Schwerpunkt seiner Arbeit. Dabei erforschte er u. a. die flüchtigen Bestandteile und das Ausgasungsverhalten von Gläsern und anorganischen Stoffen im Allgemeinen und beschäftigte sich darüber hinaus beispielsweise mit Biomineralisation und der Verwitterung von Schwarzschiefern. Zu seinen mit DFG-Mitteln unterstützten Arbeiten gehörten u. a. die Projekte „Quantifizierung der thermischen Vorgeschichte vulkanischer Effusiva durch Entgasungsexperimente“ und „Verwitterung organischer Komponenten in paläozoischen Sedimenten als Quelle wasserlöslicher organischer Substanzen und deren Rolle beim Transport von Schwermetallen“. Neben seiner eigentlichen Arbeit in Jena engagierte sich Klaus Heide zudem 40 Jahre als Herausgeber der geowissenschaftlichen Fachzeitschrift Chemie der Erde.
Sein Vater Fritz Heide (1891–1973) war ebenfalls Mineraloge, Ordinarius in Jena und Herausgeber der Chemie der Erde, sein Sohn Gerhard Heide (* 1963) hat eine Professur für Mineralogie an der TU Bergakademie Freiberg erreicht.

## Ehrungen
Der 1978 von S.J. Bus entdeckte Planetoid mit der Nummer 6506 wurde 2003 zu seinen Ehren mit „Klausheide“ benannt. In den 1990er Jahren erfolgte die Ernennung zum DFG-Referenten für Mineralogie und Petrologie und gegen Ende der 2010er Jahre – gemeinsam mit Walter Maresch – zum Ehrenmitglied der Deutschen Mineralogischen Gesellschaft.

## Veröffentlichungen
- Untersuchungen über die Art der Wasserbindung in Kristallhydraten, 1964
- Struktur- und thermodynamische Untersuchungen an Lösungs-Kristall-Systemen, 1969
- Dynamische und thermische Analysenmethoden, Deutscher Verlag für Grundstoffindustrie, 1. Auflage, Leipzig 1979
  - Dynamische und thermische Analysenmethoden, Deutscher Verlag für Grundstoffindustrie, 2., durchgesehene Auflage, Leipzig 1982